# Sèrie (arxivística)

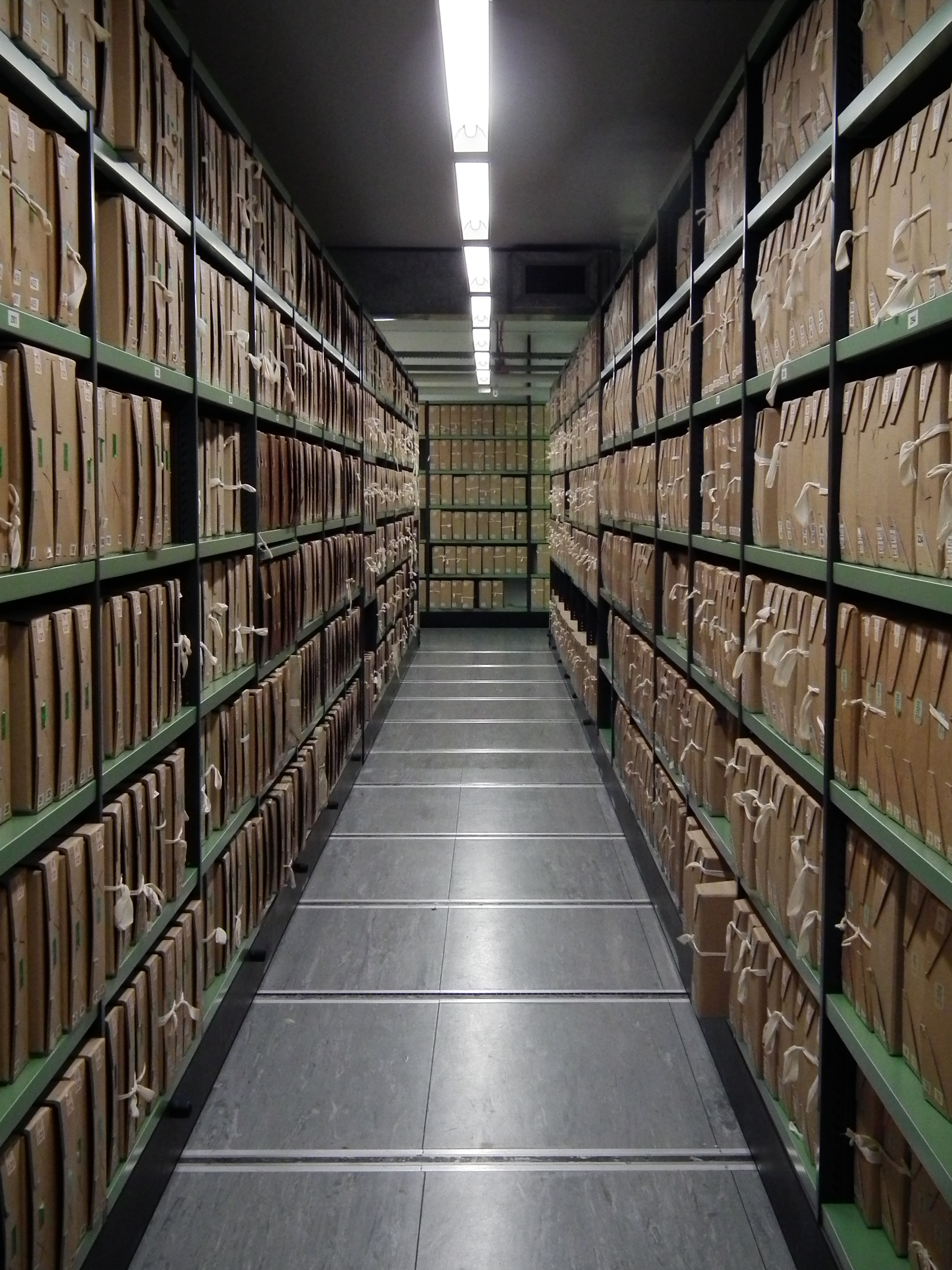
Passadís d'un arxiu

Una sèrie és un conjunt d'unitats documentals homogènies organitzades d'acord amb un sistema de gestió documental o conservades com una unitat pel fet de ser el resultat d'un mateix procés de formació o de classificació, o de la mateixa activitat, perquè tenen una mateixa tipologia, o bé, per qualsevol altra relació derivada de la seva producció, recepció o ús. Una sèrie és un conjunt de documents, peces documentals, produïts de manera continuada com a resultat d'una mateixa activitat, mantenen un caràcter independent amb títol propi i possible ordenació prèviament indicada dins la sèrie; els documents estan relacionats entre si sota un títol col·lectiu que s'aplica a tot el grup.
Les sèries descriuen competències, funcions i activitats del productor, i acostumen a estar formades per més d'una unitat documental. Responen a una mateixa tipologia i fins i tot assumptes i matèries similars, oferint una informació seriada. L'agrupació dels documents en sèries resulta la unitat fonamental d'organització d'un fons.
El concepte més genuí de sèrie la defineix com el conjunt d'unitats documentals homogènies acumulades en un període i relatives a un tipus d'activitat o assumpte, resultat d'una activitat administrativa determinada. Genera, doncs, una determinada tipologia documental. La sèrie pot tancar-se quan es canvia aquesta activitat o el procediment.
També pot ser el resultat d'agrupar documents segons un procés de classificació, conservació o ús, recaient la seva homogeneïtat en criteris pràctics o de classificació atenent a les característiques externes o internes dels documents. Heredia fa dues distincions, les sèries naturals i les sèries artificials que a vegades es troben als arxius i responen a l'agrupació temàtica, amb un origen arbitrari i amb finalitats particulars. Són sèries formades temps enrere que amb el pas dels anys s'han consolidat, però no responen a una similitud tipològica, i sí que responen a una unitat d'informació.
Sovint es poden trobar grans similituds pel que fa a la sèrie i la tipologia documental, tanmateix no s'han de confondre, ja que la sèrie implica no només una mateixa tipologia documental, sinó també un productor. La tipologia documental és una unitat documental produïda per un organisme en el desenvolupament d'una competència concreta i regulada per una norma de procediment del qual el format i el contingut són homogenis.
Un productor, persona o institució, genera els documents en l'exercici d'unes funcions i unes activitats i es procedeix a la seriació que resulta de l'execució repetida de les accions determinades per unes funcions, compartint unes característiques, formals o de contingut, donant lloc a sèries.
L'ordenació i classificació dels documents va patir un canvi en el moment històric de l'època napoleònica, lapse de temps en què es modificaren les estructures de les oficines i de l'administració pública, com també l'organització dels papers que es generaven. Anteriorment, fins al segle xviii, a Itàlia va predominar, amb excepcions, la tendència de disposar originàriament els documents per sèries en base de les similituds dels mateixos en qüestions de forma, sense tenir en compte les matèries tractades, i els documents quedaven ordenats per ordre cronològic dins de cada sèrie. Aquesta tendència no acomplia els requisits que ara prevalen en termes de classificació arxivística, donat que s'obviava l'entitat o oficina productora dels documents. Avui dia l'ordenació és un procés que es constitueix just després de la classificació. En el sentit arxivístic, consisteix en l'ordenació de les unitats documentals dins de cada sèrie produïda i classificada.

## La sèrie dins del nivell de descripció
El document d'arxiu és una peça única d'un engranatge complex que conté documents relacionats amb motiu de les condicions comunes de creació generant, conseqüentment, una tipologia documental que alhora genera una sèrie. El vincle és de doble sentit: per una banda, l'estipulat pel mateix fons documental i, per altra, amb la institució productora. L'ordenació en sèrie consisteix a discernir la tipologia documental, el patró de documents que es repeteix donant lloc a una producció en cadena, en sèrie, acabant formant una sèrie documental. Per tant, els documents ordenats en sèries, formades habitualment per més d'una unitat, deriven en seccions documentals o subseccions. També s'ha de tenir en compte el grup de sèries, que és definit com el conjunt de documents format per l'agrupació d'una o més sèries. Segons la NODAC és a cavalle entre el fons i la sèrie, i les sèries que en formen part presenten un lligam que preferentment mostren un caràcter funcional. No és un nivell tant nítid i ineludible com ho són els fons o les sèries, és més, sempre serà un nivell optatiu.

## La importància del productor
En el Manuel d'Archivistique publicat l'any 1970 a París per la Direction des Archives de France queda previst el concepte de sèrie marcat pel contingut dels documents, quedant agrupats els productors d'una mateixa activitat, és a dir, d'una mateixa línia d'actuació, com és el cas, per citar-ne un exemple, de la sèrie D d'Instrucció Pública, Ciències i Arts. Engloba els fons de les universitats, facultats, col·legis i societats acadèmiques, totes agrupades en una mateixa sèrie. El productor és l'element clau que ens determina l'emplaçament del document en el grup de la sèrie, i no la forma material i externa del suport, així, el criteri establert és de contingut, no de forma. No es pot declarar a priori les amplituds de cada sèrie perquè varien segons la base de diverses circumstàncies, com és la dimensió de l'entitat o oficina productora. Aquesta voluntat d'ordenació per sèries té l'empremta de la gestió administrativa que agrupa els documents d'arxiu partint del principi que la producció documental d'una institució és, per naturalesa, seriada, base de la que s'acostuma a partir a l'hora d'organitzar conceptualment un fons. És evident que no es pot deixar de banda aquesta premissa, ja que en el cas contrari estaríem actuant de manera arbitrària i els documents d'arxiu acabarien sent irrecuperables, perduts dins d'un sistema d'ordenació injustificat.

## Tipologies de sèries
Sèries obertes i tancades
1. Sèrie oberta: l'activitat administrativa que la genera encara continua.
2. Sèrie tancada: aquella que ha deixat de produir-se per la desaparició del subjecte productor o de l'activitat administrativa.

Segons el motiu dels documents que integren les sèries poden oferir
1. Tipologia documental i informació similar
2. Tipologia documental similar i una informació diversa
3. Tipologia documental i informació diverses

Segons el procés de la seva acumulació
1. Sèries directament produïdes, testimoni d'activitats pròpies
2. Sèries rebudes d'altres productors per raó de competències que així ho estableixen.
3. Sèries acumulades o heretades per raons d'herència de competències, integrades per expedients en tramitació o amb vigència administrativa.